# Coliseo MedPlus
El Coliseo MedPlus es un recinto multiusos ubicado en la zona industrial de Siberia en Cota, Cundinamarca, al occidente de Bogotá, Colombia. Es el escenario multipropósito más grande del país. El escenario principal puede albergar hasta 24.000 espectadores. En el complejo se pueden realizar conciertos, partidos de voleibol, tenis, entre otras disciplinas.
El coliseo se encuentra localizado en la Calle 80 a las afueras de Bogotá, en el sector de Parcelas en el municipio de Cota (Cundinamarca) en la Autopista Bogotá-Medellín. Cuenta con 100.000 metros cuadrados de espacios y su costo fue de aproximadamente $100 millones de dólares USD., tiene un total de más de 2.000 plazas de parqueo que se conectarán con una estación del TransMilenio del Portal 80 en el barrio Lisboa de la localidad de Suba con la Avenida Longitudinal de Occidente. El inicio del proyecto, denominado Arena Bogotá, se dio debido a la deficiencia en los diferentes escenarios deportivos y de entretenimiento en Colombia. Debido a la pandemia de COVID-19 en Colombia, las obras reiniciaron en 2021 y se completaron en julio de 2022.

## Inauguración e Historia
El 15 de agosto de 2022 fue inaugurado bajo el nombre Coliseo Live, considerado como el escenario multipropósito más grande en el área metropolitana de Bogotá. El cantautor puertorriqueño Marc Anthony hizo el concierto de apertura, el cual trascendió por el caos vehicular antes, durante y después del evento por fallas de logística.
El 21 de julio de 2023 se anunció que la compañía de medicina prepagada MedPlus será por un periodo de cinco años el patrocinador del escenario, con una inversión de 4 mil millones de pesos colombianos.

## Eventos
| Fecha                    | Artista/Deportista                                        | Evento                                            |
| ------------------------ | --------------------------------------------------------- | ------------------------------------------------- |
| 2022                     |                                                           |                                                   |
| 15 de agosto de 2022     | Marc Anthony                                              | Inauguración Coliseo                              |
| 16 de agosto de 2022     | Christian Nodal                                           | Inauguración Coliseo                              |
| 18 de septiembre de 2022 | Ricardo Arjona                                            | Blanco y Negro Tour                               |
| 19 de septiembre de 2022 | Ricardo Arjona                                            | Blanco y Negro Tour                               |
| 10 de octubre de 2022    | Ana Gabriel                                               | Por Amor a Ustedes World Tour                     |
| 11 de octubre de 2022    | Daddy Yankee                                              | La Última Vuelta World Tour                       |
| 12 de octubre de 2022    | Daddy Yankee                                              | La Última Vuelta World Tour                       |
| 15 de octubre de 2022    | Daddy Yankee                                              | La Última Vuelta World Tour                       |
| 11 de noviembre de 2022  | The Killers                                               | Imploding the Mirage World Tour                   |
| 20 de noviembre de 2022  | Arctic Monkeys                                            | The Car Tour                                      |
| 29 de noviembre de 2022  | Rafa Nadal y Casper Ruud                                  | Partido de exhibición                             |
| 27 de noviembre de 2022  | Harry Styles                                              | Love on Tour                                      |
| 2023                     |                                                           |                                                   |
| 25 de febrero de 2023    | I Hate Models, Shlømo, Parrish Smith                      | Aniversario Rebels Records                        |
| 15 de marzo de 2023      | Imagine Dragons                                           | Mercury World Tour                                |
| 16 de abril de 2023      | Alejandro Sanz                                            | Sanz en Vivo                                      |
| 25 de abril de 2023      | Experiencia Festival vallenato                            | Experiencia Festival vallenato                    |
| 9 de mayo de 2023        | SuperSanar                                                | SuperSanar                                        |
| 6 de junio de 2023       | Manuel Turizo                                             | 2000 Tour                                         |
| 31 de julio de 2023      | Christian Nodal                                           | Foraji2 Tour                                      |
| 15 de agosto de 2023     | Alex Campos, Un Corazón, Alex Zurdo, Su Presencia         | Raza de Campeones                                 |
| 5 de septiembre de 2023  | Binomio de Oro de América, Jorge Celedón, Peter Manjarrés | Tsunami Vallenato                                 |
| 3 de septiembre de 2023  | Ateez                                                     | Ateez World Tour (The Fellowship: Break The Wall) |
| 30 de septiembre de 2023 | Rolo vs Pantro                                            | Matchmaker 5                                      |
| 27 de octubre de 2023    | Swedish House Mafia                                       | Swedish House Mafia                               |
| 1 de diciembre de 2023   | Paola Jara, Peter Manjarrés, Pipe Bueno, Orquesta La 33   | Megaconcierto de los Fondos de Empleados          |
| 2 de diciembre de 2023   | Tito Nieves, Charlie Aponte, Willie González, Henry Fiol  | Solo Salsa                                        |
| 5 de diciembre de 2023   | Roger Waters                                              | This is not a Drill Tour                          |
| 2024                     |                                                           |                                                   |
| 17 de febrero de 2024    | Luis Miguel                                               | Luis Miguel Tour 2023–2024                        |
| 18 de febrero de 2024    | Luis Miguel                                               | Luis Miguel Tour 2023–2024                        |
| 1 de marzo de 2024       | Carl Cox                                                  | Hybrid Set                                        |
| 27 de abril de 2024      | Lokillo, Jotape, Julián Gaviria, Alcolirykoz              | La Fiesta de los Criollos                         |
| 4 de mayo de 2024        | Verknipt Colombia                                         | Verknipt Colombia                                 |
| 28 de mayo de 2024       | Louis Tomlinson                                           | Faith in the Future World Tour 2024               |
| 1 de agosto de 2024      | Marc Anthony                                              | Historia Tour                                     |
| 2 de agosto de 2024      | Ana Gabriel                                               | Ana Gabriel Tour 2024                             |
| 15 de septiembre de 2024 | Travis Scott                                              | Circus Maximus Tour                               |
| 5 de octubre de 2024     | Eric Prydz                                                | HOLO                                              |
| 26 de octubre de 2024    | Luis Alfonso                                              | El Festival más Contentoso                        |
| 11 de noviembre de 2024  | Linkin Park                                               | From Zero World Tour                              |
| 15 de noviembre de 2024  | Arcángel                                                  | SE+M Tour                                         |
| 29 de noviembre de 2024  | Feid                                                      | Ferxxocalipsis Tour                               |
| 30 de noviembre de 2024  | Feid                                                      | Ferxxocalipsis Tour                               |
| 1 de diciembre de 2024   | Feid                                                      | Ferxxocalipsis Tour                               |
| 11 de diciembre de 2024  | Lenny Kravitz                                             | Blue Electric Light Tour 2024                     |
| 2025                     |                                                           |                                                   |
| 16 de enero de 2025      | Twenty One Pilots                                         | The Clancy World Tour                             |
| 28 de febrero de 2025    | Roberto Carlos                                            | Roberto Carlos                                    |
| 30 de abril de 2025      | Scorpions, Judas Priest, Europe, Opeth, Darkness, Kronos  | Monsters of Rock                                  |
| 3 de mayo de 2025        | Chayanne                                                  | Bailemos otra Vez Tour 2025                       |
| 5 de septiembre de 2025  | Funk Tribu                                                | Tribe                                             |
| 6 de septiembre de 2025  | Funk Tribu                                                | Tribe                                             |
| 20 de septiembre de 2025 | Christian Nodal                                           | Christian Nodal                                   |
| 27 de septiembre de 2025 | Manuel Turizo                                             | 201 Tour                                          |
| 3 de octubre de 2025     | Tony Robbins                                              | Wake Up Conferences                               |
| 4 de octubre de 2025     | Tony Robbins                                              | Wake Up Conferences                               |
| 17 de octubre de 2025    | David Guetta                                              | The Monolith Tour                                 |
| 31 de octubre de 2025    | Ryan Castro                                               | Sendé World Tour                                  |
| 13 de noviembre de 2025  | Marc Anthony, Jessi Uribe, Willy García                   | Marc Anthony, Jessi Uribe, Willy García           |